# Balché (Temax)
Balché es una localidad del municipio de Temax en el estado de Yucatán localizado en el sureste de México.

## Toponimia
El nombre (Balché) en idioma maya hace referencia de la planta de balché (Lonchocarpus longistylus).

## Demografía
Según el censo de 2005 realizado por el INEGI, la población de la localidad era de 0 habitantes.
| 0                           | 0 | 0 | 0 |
| (Fuente: INEGI [Consultar]) |   |   |   |

## Galería

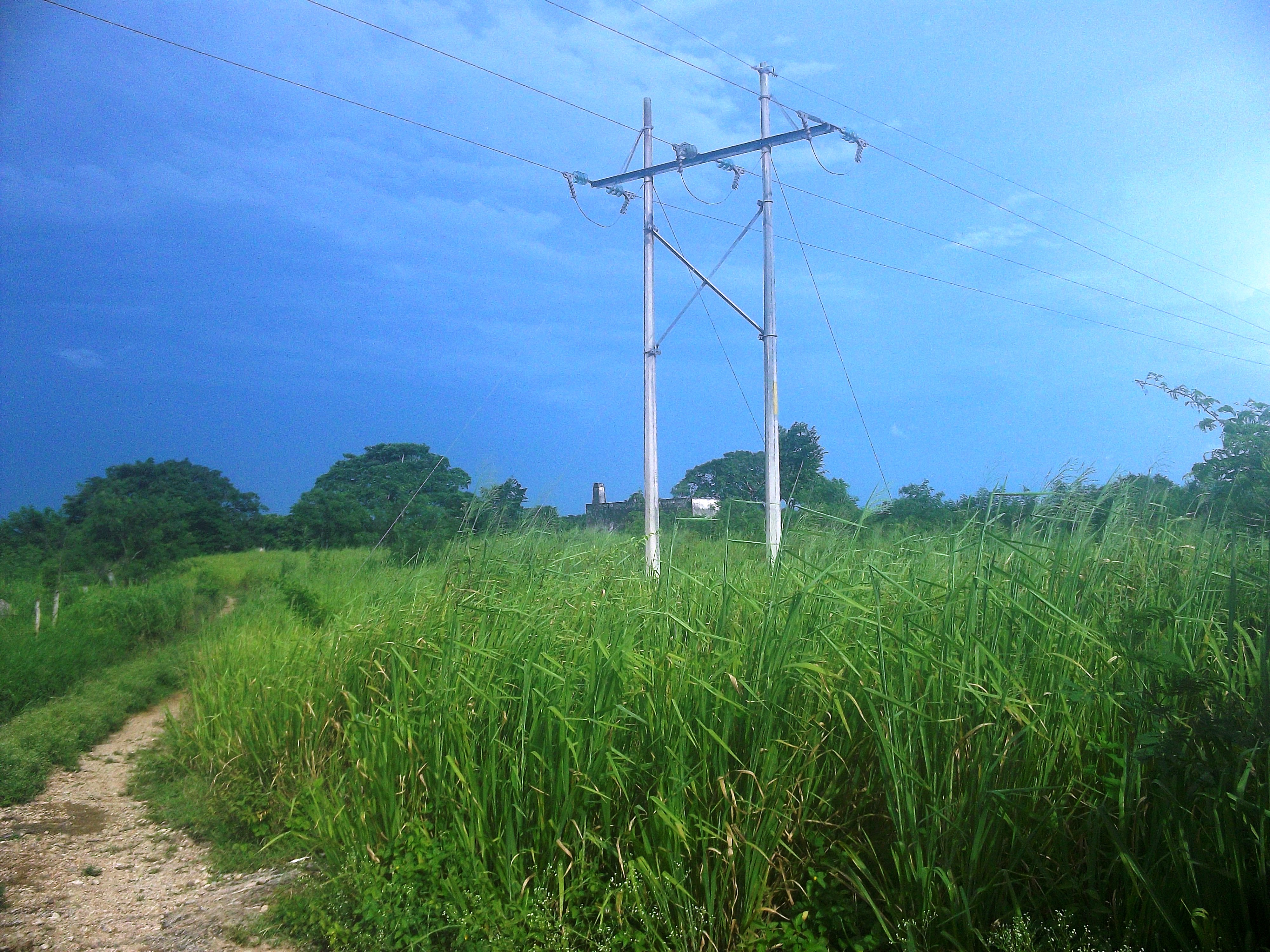
Vista de Balché.
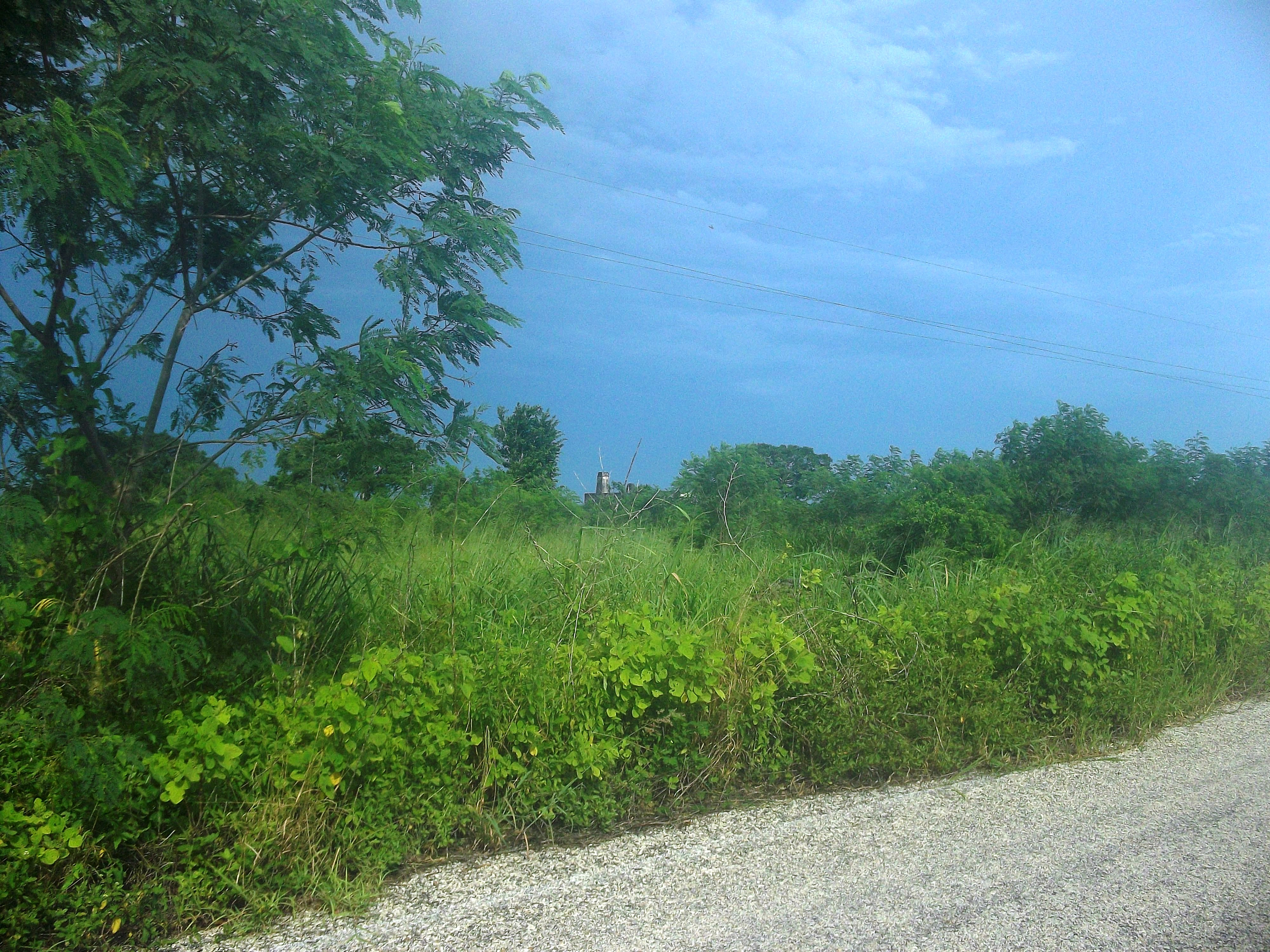
Vista de Balché.
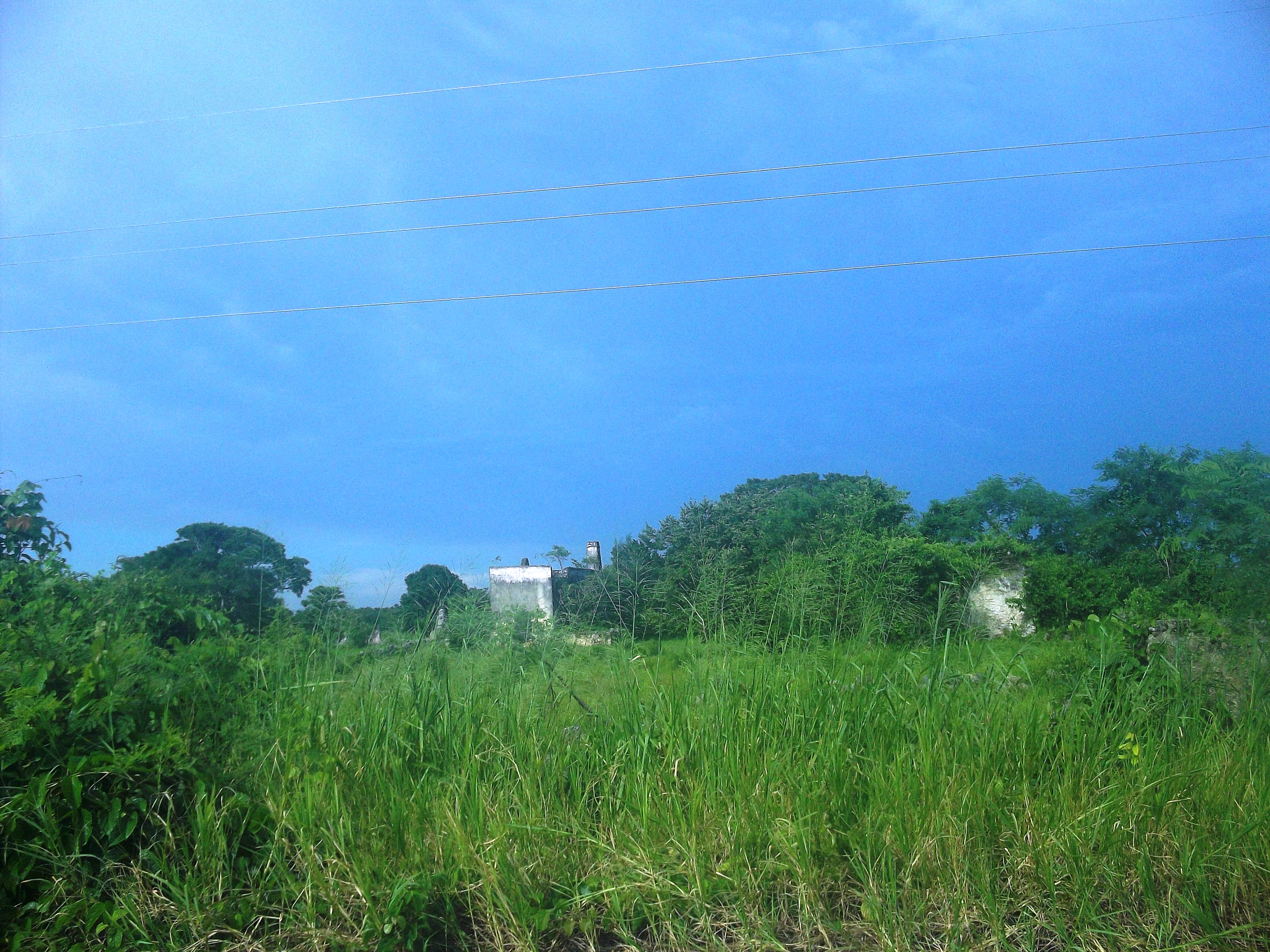
Vista de Balché.